# 利伯蒂森特 (印第安納州)
利伯蒂森特（英語：Liberty Center）是位於美國印地安納州韋爾斯縣的一個非建制地區。

## 地理
利伯蒂森特海拔高度為853英呎。而該地所採用的時區為UTC-5，即北美東部時區（EST）。同時該地設有夏令時間，為UTC-5調快一小時，即UTC-4（EDT）。